# Melanocharis longicauda
Il beccabacche pettolimone o beccabacche codalunga (Melanocharis longicauda Salvadori, 1876) è un uccello passeriforme della famiglia Melanocharitidae.

## Etimologia
Il nome scientifico della specie, longicauda, deriva dal latino ed è un riferimento all'aspetto di questi uccelli: il loro nome comune è invece un riferimento alla loro livrea.

## Descrizione

### Dimensioni
Misura 12,5 cm di lunghezza.

### Aspetto

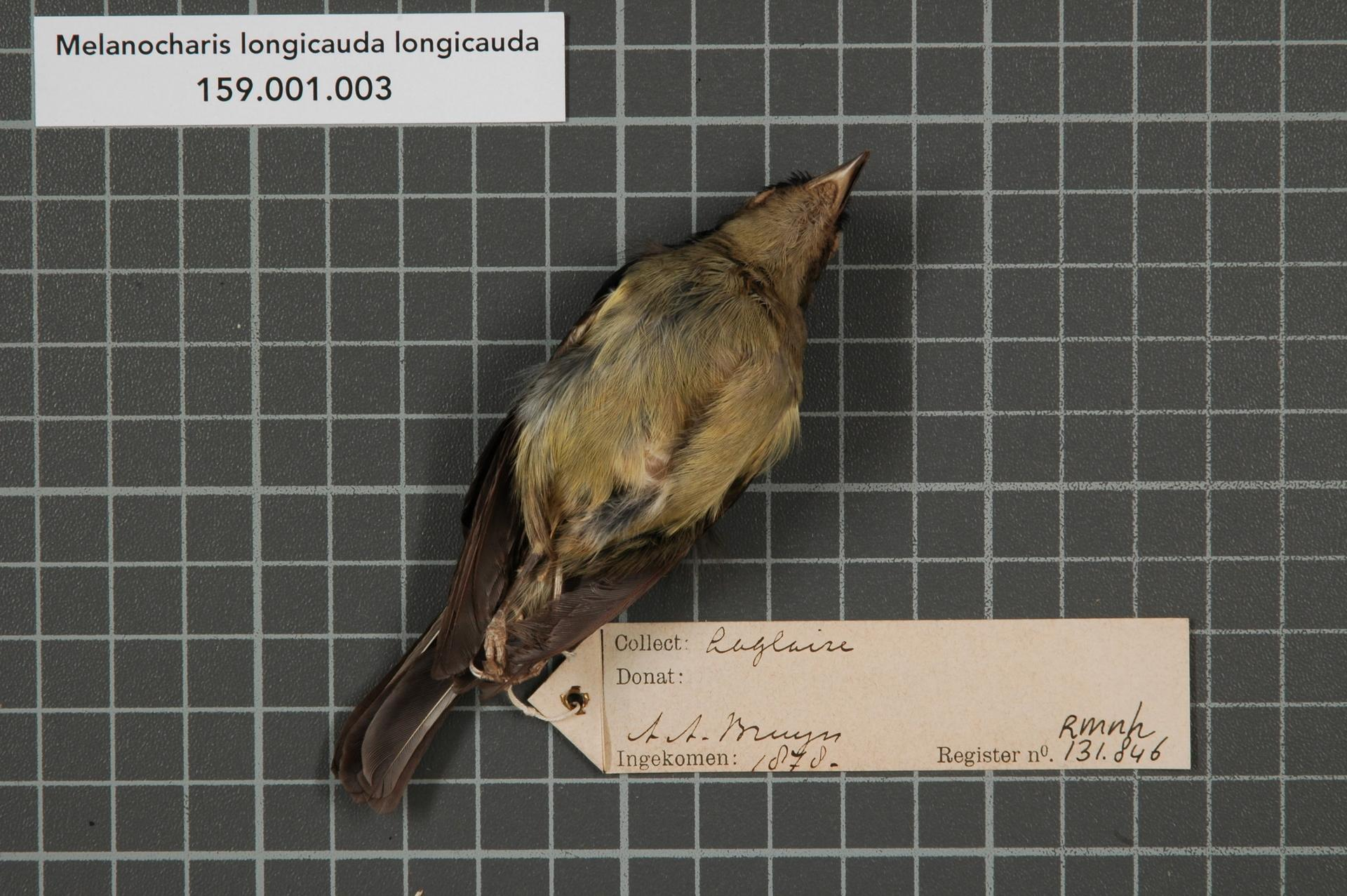
Veduta ventrale di maschio impagliato.

Si tratta di uccelli dall'aspetto paffuto e massiccio, muniti di testa allungata, becco sottile e di media lunghezza, forti zampe e coda piuttosto lunga (da cui il nome scientifico).
Il piumaggio presenta dimorfismo sessuale ben evidente: nei maschi fronte, vertice, nuca, dorso, ali e coda sono di colore nero lucido, con presenza di riflessi metallici bluastri o verdi su dorso, ali e coda coda, mentre gola, petto e ventre sono di colore grigio-giallastro (da cui il nome comune). Le femmine, invece, sono di colore bruno-olivastro dorsalmente e grigio-biancastro ventralmente.
In ambedue i sessi becco e zampe sono di colore nerastro, mentre gli occhi sono di colore bruno scuro.

## Biologia
Si tratta di uccelli diurni, che possono essere osservati da soli o in coppie fra i cespugli o i rami bassi degli alberi.

### Alimentazione
La dieta di questi animali si compone in massima parte di bacche e piccoli frutti maturi, nonché di insetti ed altri piccoli invertebrati (soprattutto ragni).

### Riproduzione
Una femmina in condizioni riproduttive è stata osservata nel mese di settembre ed un nido (struttura piuttosto voluminosa in rapporto alle dimensioni della specie, costruita sulla punta del ramo di un albero con fibre vegetali e licheni intrecciati) in gennaio: se ne deduce che la specie dovrebbe riprodursi durante la stagione secca. Mancano però altre informazioni riguardo alla riproduzione di questi uccelli, che tuttavia molto verosimilmente segue per modalità e tempistica quanto osservabile nelle specie congeneri.

## Distribuzione e habitat
Il beccabacche pettolimone è endemico della Nuova Guinea, della quale popola le aree montuose della penisola di Doberai, i monti Maoke, i monti Bismarck orientali ed i monti Owen Stanley, oltre alla penisola di Huon, mentre pare assente dagli altipiani centrali.
L'habitat di questi uccelli è rappresentato dalla foresta pluviale montana primaria e secondaria, privilegiando le aree con sottobosco molto denso.

## Tassonomia
Se ne riconoscono tre sottospecie:

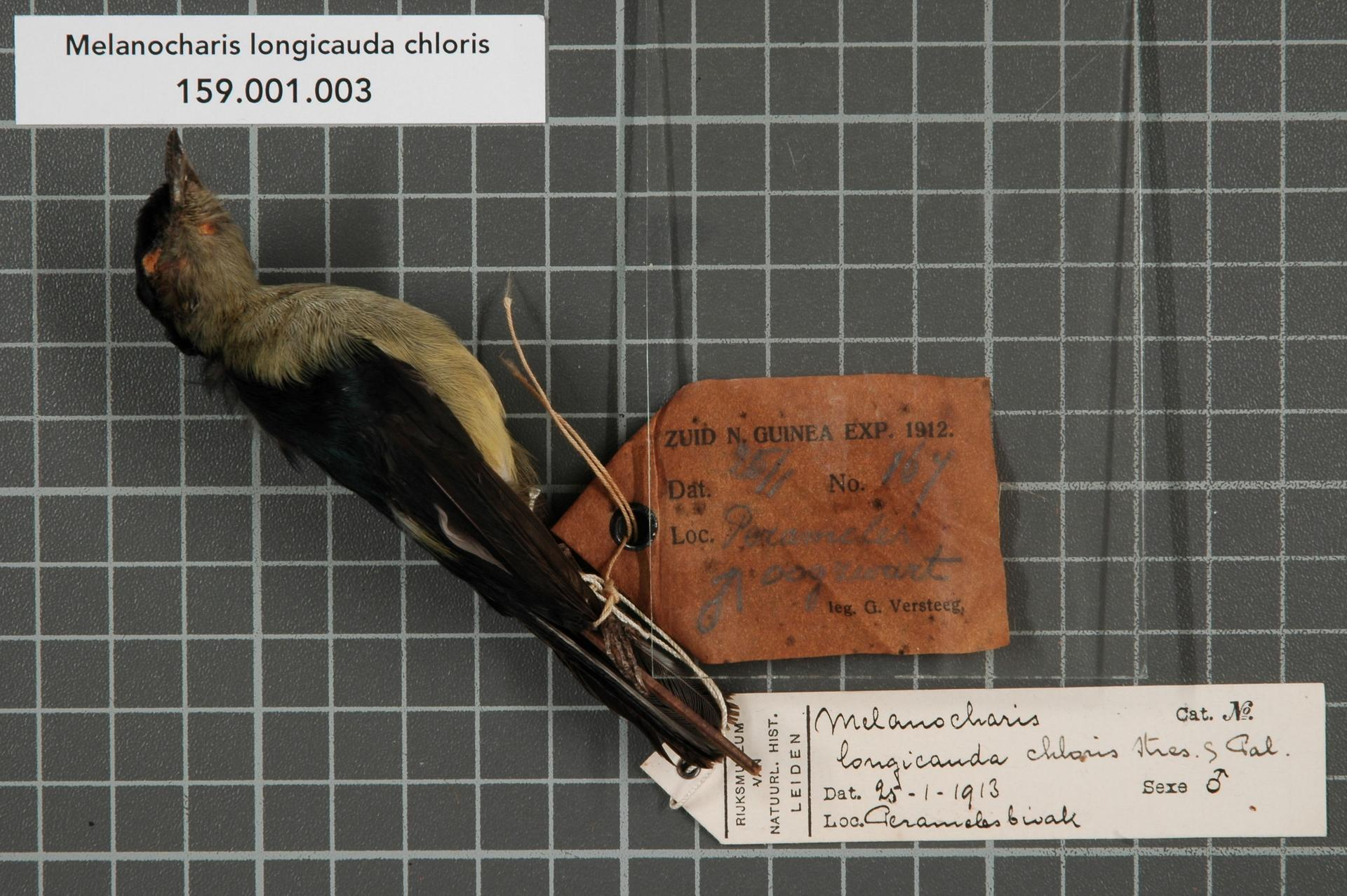
Maschio impagliato della presunta sottospecie chloris.

- Melanocharis longicauda longicauda Salvadori, 1876 - la sottospecie nominale, diffusa nella porzione occidentale dell'areale occupato dalla specie;
- Melanocharis longicauda captata Mayr, 1931 - diffusa nella porzione centrale dell'areale occupato dalla specie;
- Melanocharis longicauda orientalis Mayr, 1931 - diffusa nella penisola Papua.

Alcuni autori riconoscono anche le sottospecie chloris dei monti Maoke e umbrosa delle Star Mountains, ambedue sinonimizzate con la nominale.

Lo status tassonomico delle popolazioni della penisola di Bomberai è ancora da chiarire: si pensa che esse possano appartenere a una sottospecie o addirittura una specie a sé stante.